# Depressaria nemolella
Depressaria nemolella is een vlinder uit de familie grasmineermotten (Elachistidae). De wetenschappelijke naam is voor het eerst geldig gepubliceerd in 1982 door Svensson.
De soort komt alleen voor in Zweden.